# Andrea Breth
Andrea Breth (* 31. Oktober 1952 in Rieden bei Füssen) ist eine deutsche Theater- und Opernregisseurin.

## Leben und Leistungen
Die in Darmstadt als Tochter von Herbert Breth aufgewachsene Andrea Breth studierte in Heidelberg Literaturwissenschaft und begann während des Studiums eine Regieassistenz 1972 am Heidelberger Theater. 1975 konnte sie am Theater Bremen ihre erste eigenverantwortliche Inszenierung vorlegen: Die verzauberten Brüder von Jewgeni Schwarz. Ans Bremer Theater kam sie durch den Wechsel des Heidelberger Intendanten Peter Stoltzenberg nach Bremen, der sie dahin mitnahm. Neben den ersten eigenen Arbeiten war sie hier Regieassistentin von David Esrig und Christof Nel.
Nach Stationen und Regiearbeiten an Bühnen in Wiesbaden, Bochum, Hamburg und Berlin ging sie 1981, noch unzufrieden mit ihrer Beherrschung des Regiefachs, nach Zürich und begann eine Ausbildung zur Schauspielerin. 1983 holte sie der Freiburger Intendant Ulrich Brecht an die dortigen Städtischen Bühnen, wo sie bis 1985 dauerhafte Hausregisseurin war. In Freiburg gelang ihr der Durchbruch mit der Inszenierung von Federico García Lorcas Bernarda Albas Haus. Diese Inszenierung brachte ihr eine Einladung auf das Berliner Theatertreffen und die Auszeichnung der Zeitschrift Theater heute als Regisseurin des Jahres.
1986 begann am Schauspielhaus Bochum nach dem Weggang von Claus Peymann an das Wiener Burgtheater eine neue Ära unter Intendant Frank-Patrick Steckel. Steckel holte Andrea Breth nach Bochum; dort konnte sie sich bis 1989 in der deutschsprachigen Theaterszene etablieren. Sie inszenierte in ihrer ersten Bochumer Saison 1986/1987 die größten Erfolge ihrer Bochumer Zeit. Zunächst die Saisoneröffnungsinszenierung von Luigi Pirandellos Die Riesen vom Berge, dann Süden von Julien Green und Sommer von Edward Bond. Für Süden erhielt sie zahlreiche Auszeichnungen und wurde wieder für das Berliner Theatertreffen ausgewählt.
Bis 1992 war sie als freie Regisseurin in deutschsprachigen Theatern unterwegs und inszenierte unter anderen Stücken Sean O’Caseys Das Ende vom Anfang und Kleists Der zerbrochne Krug an der Wiener Burg. Von 1992 bis 1997 war sie Künstlerische Leiterin der Berliner Schaubühne am Lehniner Platz. Auch hier stand ihre Beschäftigung mit russischen Autoren im Mittelpunkt. Nachtasyl von Maxim Gorki, Die Möwe und Onkel Wanja von Anton P. Tschechow gelten als herausragende Inszenierungen dieser Zeit.
Von 1999 bis 2019 war sie Hausregisseurin am Burgtheater Wien und inszenierte auch für die Salzburger Festspiele. 2004 und 2005 war sie wieder am Berliner Theatertreffen mit den Burgproduktionen Emilia Galotti und Don Karlos beteiligt. Letztere Inszenierung konnte aus technischen Gründen nur als Filmaufnahme gezeigt werden. 2006 erhielt Breth im Rahmen des Berliner Theatertreffens den mit 16.000 Euro dotierten Theaterpreis Berlin. Die Hälfte des Geldes spendete sie einer Suppenküche in Pankow, die vom Franziskanerorden geführt wird.
Eine psychische Erkrankung zwang Andrea Breth in den Bochumer Jahren (Anfang 1990) dazu, geplante Inszenierungsvorhaben abzusagen, wie beispielsweise Shakespeares Was ihr wollt und Calderóns Tochter der Luft. Nach einem Selbstmordversuch und mehreren manischen Schüben wurde Breth im Allgemeinen Krankenhaus der Stadt Wien (AKH) aufgrund schwerer Depressionen medikamentös behandelt. Sie selbst nahm zu ihrer Erkrankung in der Öffentlichkeit Stellung – so u. a. im Jahr 2007 in der österreichischen Zeitschrift Profil. Im Jahr 2008 kehrte sie nach einer einjährigen Pause als Regisseurin des Stückes Motortown von Simon Stephens ans Burgtheater zurück.
2009 publizierte die Theaterkritikerin Irene Bazinger unter dem Titel Frei für den Moment eine mit Breth geführte Gesprächsreihe, in welcher sich Breth zu ihrer Homosexualität äußerte. Ihre langjährige Lebenspartnerin war die Burgtheaterschauspielerin Elisabeth Orth.

## Über die Arbeit von Andrea Breth

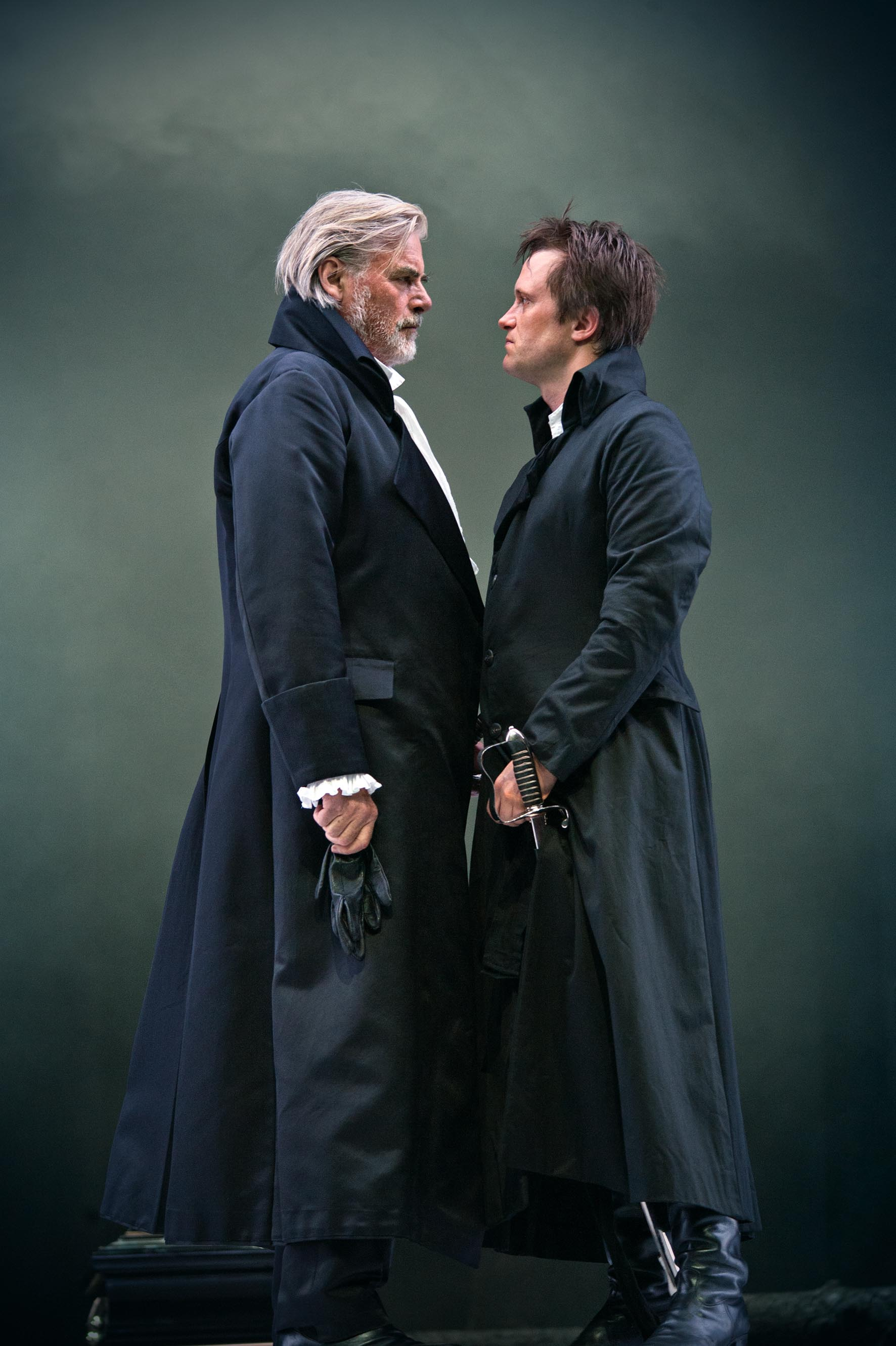
Peter Simonischek als Kurfürst und August Diehl als Prinz Friedrich von Homburg, Salzburger Festspiele 2012

„Andrea Breths Regiestil steht in der Tradition von Fritz Kortners und Peter Steins poetischem und psychologischem Realismus. Sie versteht sich als Menschenkundlerin, Seelenforscherin – aber nie nur in einem biografisch-gesellschaftlichen, sondern in einem universal-menschheitlichen Sinn.“

## Wichtige Inszenierungen

### Schauspiel
- 1981: Emilia Galotti von Gotthold Ephraim Lessing – Freie Volksbühne Berlin
- 1982: Eisenherz von Gerlind Reinshagen – Uraufführung am Schauspielhaus Bochum
- 1985: Bernarda Albas Haus von Federico García Lorca – Städtische Bühnen Freiburg
- 1987: Süden von Julien Green – Schauspielhaus Bochum
- 1987: Sommer von Edward Bond – Schauspielhaus Bochum
- 1988: Schöne Bescherungen von Alan Ayckbourn – Schauspielhaus Bochum
- 1989: Was ihr wollt von William Shakespeare (Deutsch von Reinhard Palm) – Schauspielhaus Bochum
- 1989: Die Letzten von Maxim Gorki – Schauspielhaus Bochum
- 1990: Der zerbrochne Krug von Heinrich von Kleist – Burgtheater Wien
- 1991: Der einsame Weg von Arthur Schnitzler – Schaubühne Berlin
- 1992: Das Ende vom Anfang von Sean O’Casey – Burgtheater Wien
- 1992: Letzten Sommer in Tschulimsk von Alexander Wampilow – Schaubühne Berlin
- 1993: Von morgens bis mitternachts von Georg Kaiser – Schaubühne Berlin
- 1993: Hedda Gabler von Henrik Ibsen – Schaubühne Berlin
- 1997: Die Familie Schroffenstein von Heinrich von Kleist – Schaubühne Berlin
- 1998: Onkel Wanja von Anton P. Tschechow – Schaubühne Berlin (2000: Premiere am Burgtheater)
- 2000: Die See von Edward Bond – Burgtheater Wien
- 2001: Das Käthchen von Heilbronn von Heinrich von Kleist – Burgtheater Wien
- 2001: Maria Stuart von Friedrich Schiller – Burgtheater Wien
- 2002: Letzter Aufruf von Albert Ostermaier – Uraufführung am Burgtheater Wien
- 2002: Emilia Galotti von Gotthold Ephraim Lessing – Burgtheater Wien
- 2004: Die Ziege oder Wer ist Sylvia? von Edward Albee – Akademietheater (Wien), deutsche Erstaufführung
- 2004: Don Karlos von Friedrich Schiller – Burgtheater Wien
- 2004: Die Katze auf dem heißen Blechdach von Tennessee Williams – Burgtheater Wien
- 2005: Der Kirschgarten von Anton P. Tschechow – Burgtheater Wien
- 2005: Nach den Klippen von Albert Ostermaier – Burgtheater Wien
- 2005: Nächte unter Tage zusammen mit Christian Boltanski und Jean Kalman – RuhrTriennale
- 2005: Minna von Barnhelm von Gotthold Ephraim Lessing – Burgtheater Wien
- 2008: Motortown von Simon Stephens – Akademietheater Wien
- 2008: Verbrechen Und Strafe[10] von Fjodor Dostojewski – Salzburger Festspiele
- 2011: Zwischenfälle, Szenen von Charms, Courteline und Cami – Akademietheater Wien
- 2012: Marija von Isaak Babel – Düsseldorfer Schauspielhaus[11]
- 2012: Prinz Friedrich von Homburg oder die Schlacht bei Fehrbellin von Heinrich von Kleist – Salzburger Festspiele / Burgtheater Wien
- 2013: John Gabriel Borkman von Henrik Ibsen – Schauspiel Frankfurt
- 2013: Hamlet von William Shakespeare – Burgtheater Wien
- 2014: Der Hausmeister von Harold Pinter – Residenztheater München
- 2016: Diese Geschichte von Ihnen von John Hopkins – Akademietheater Wien
- 2017: Die Geburtstagsfeier von Harold Pinter – Salzburger Festspiele / Burgtheater Wien
- 2018: Eines langen Tages Reise in die Nacht von Eugene O’Neill – Burgtheater Wien
- 2019: Die Ratten von Gerhart Hauptmann – Burgtheater Wien
- 2020: Drei Mal Leben von Yasmina Reza – Berliner Ensemble
- 2023: Ich hab die Nacht geträumet von Andrea Breth – Berliner Ensemble

### Oper
- 2005: Carmen von Georges Bizet – Styriarte Graz
- 2007: Eugen Onegin von Peter Tschaikowsky – Salzburger Festspiele
- 2010: Katja Kabanowa von Leoš Janáček – Brüsseler Opernhaus La Monnaie/De Munt, 2014 – Staatsoper im Schillertheater, Berlin
- 2011: Wozzeck von Alban Berg – Staatsoper im Schiller Theater Berlin
- 2012: La traviata von Giuseppe Verdi – Théâtre Royal de la Monnaie Brüssel
- 2014: Jakob Lenz von Wolfgang Rihm – Württembergisches Staatstheater Stuttgart
- 2015: A kékszakállú herceg vára von Béla Bartók/Geistervariationen von Robert Schumann – Wiener Festwochen
- 2016: Manon Lescaut von Giacomo Puccini – De Nationale Opera Amsterdam
- 2018: Il prigioniero von Luigi Dallapiccola/Das Gehege von Wolfgang Rihm – Théâtre Royal de la Monnaie Brüssel/Oper Stuttgart
- 2018: Médée von Luigi Cherubini – Staatsoper Unter den Linden Berlin
- 2021: Der feurige Engel von Sergei Prokofjew – Theater an der Wien
- 2021: The Turn of the Screw von Benjamin Britten – Théâtre Royal de la Monnaie Brüssel
- 2022: Salome von Richard Strauss – Festival d'Aix-en-Provence
- 2024 Madame Butterfly von Puccini – Festival d'Aix-en-Provence

## Auszeichnungen und Ehrungen
- 1985: Theater heute: Regisseurin des Jahres
- 1986: Deutscher Kritikerpreis
- 1986: Förderpreis des Landes Nordrhein-Westfalen
- 1987: Fritz-Kortner-Preis
- 1990: Aufnahme in die Akademie der Darstellenden Künste, Frankfurt am Main
- 1993: Aufnahme in die Akademie der Künste (Berlin)
- 1994: Professorin für Regie an der Hochschule für Schauspielkunst „Ernst Busch“, Berlin
- 2001: Nestroy-Theaterpreis-Nominierung für Beste Regie
- 2002: Nestroy-Theaterpreis-Nominierung für Beste Regie
- 2003: Nestroy-Theaterpreis-Auszeichnung für die Beste Regie für die Inszenierung von Emilia Galotti
- 2004: Hessischer Kulturpreis
- 2006: Theaterpreis Berlin
- 2009: Österreichisches Ehrenkreuz für Wissenschaft und Kunst I. Klasse
- 2011: Nestroy-Theaterpreis-Auszeichnung für die Beste Regie für die Inszenierung von Zwischenfälle
- 2015: Schillerpreis der Stadt Marbach am Neckar für ihre Inszenierungen von Maria Stuart und Don Karlos[12]
- 2015: Großes Bundesverdienstkreuz[13]
- 2015: Deutscher Theaterpreis Der Faust (Beste Regie im Musiktheater) für Jakob Lenz von Wolfgang Rihm, Oper Stuttgart
- 2016: Nestroy-Theaterpreis-Auszeichnung für die Beste Regie für die Inszenierung von Diese Geschichte von Ihnen[14]
- 2018: Pour le Mérite
- 2019: Großes Bundesverdienstkreuz mit Stern[15]
- 2019: Nestroy-Theaterpreis für das Lebenswerk[16][17]
- 2020: Joana-Maria-Gorvin-Preis[18][19]
- 2022: Österreichischer Musiktheaterpreis für Beste Regie und Beste Gesamtproduktion Oper für die Inszenierung von Der feurige Engel[20][21]

## Politisches Engagement
Breth ist Erstunterzeichnerin der von Sahra Wagenknecht und Alice Schwarzer 2023 initiierten Petition Manifest für Frieden, die zum Ende der militärischen Unterstützung der Ukraine im Zuge des Russischen Überfalls auf die Ukraine aufruft.